# AcFun
AcFun (chinesisch 彈幕視頻網, Pinyin dàn mù shì pín wǎng) ist ein chinesisches Videoportal. AcFun ist ein Kofferwort aus Anime, Comic und Fun (Spaß). Die Website ist zunächst als ACGN-Community (Animation, Comic, Game and Novel, deutsch: Zeichentrickfilme, Comics, Videospiele und Light Novels) ausgerichtet.

## Eigenschaften
Benutzer können Videos während der Wiedergabe kommentieren. Die Kommentare werden während der Videowiedergabe in den Videobildern als „danmu“ (wörtlich „Kugeln“) angezeigt. Jeder Zuschauer kann eine „Sperrliste“ erstellen, mit der er unerwünschte Wörter oder Kommentare blockieren lassen kann. Diese Wörter oder Sätze werden in den Videos jedoch nur auf dem Bildschirm dieses Zuschauers ausgeblendet. Die anderen Zuschauer können diese Wörter und Kommentare weiterhin in den Videos sehen.
Die Website teilt Videos in verschiedene Arten ein:
- Zeichentrickfilme (MAD)
- Musik (asiatische, Vocaloid-Themen und Animationslieder)
- Videospiele (es gibt viele asiatische Themen, jedoch hauptsächlich MUGEN)
- Unterhaltung (Fernsehsendungen, Filme)
- Artikel (Politik, militärische Artikel mit einigen Otaku)
- Dramen

## Geschichte
Im Juni 2007 wurde AcFun als ACG-Website (Animation, Comics, Games; Zeichentrickfilme, Comics und Computerspiele) zum Thema Video-Sharing basierend auf Sina Video gegründet. Im Jahr 2008 wurde die Website mit einem Player im Niconico-Stil gestartet. Im Jahr 2009 fügte die Website Dramas und Filme als neue Kategorien hinzu. Benutzer können ein Konto erstellen und Videos hochladen. Am 13. Februar 2010 veranstaltete sie ihre erste Frühlingsfest-Gala. Am 9. Mai 2010 erreichte die Anzahl der hochgeladenen Artikel und Videos 100.000. Im Jahr 2011 hatte AcFun über 200.000 hochgeladene Artikel und Videos. Die Website änderte ihre Domain von acfun.cn in acfun.tv. acfun.tv wurde vom New Weekly Magazine aus Guangzhou als „Specialty Website 2010“ ausgezeichnet.
Im Jahr 2014 erreichte die Zahl der hochgeladenen Artikeln und Videos eine Million. Am 31. Dezember 2014 sendete AcFun eine Live-Übertragung von Kōhaku Uta Gassen. Im März 2015 verlegten das Unternehmen seinen Hauptsitz nach Peking. Am 6. Juni 2015 übertrug AcFun die Show AKB48 zum Jubiläumsjahr. Am 6. August 2015 erhielt AcFun eine Series-A-Finanzierung in Höhe von 50 Mio. US-Dollar von Youku Tudou Inc. zum Wert von 200 Mio. US-Dollar.
Am 7. August 2015 organisierte AcFun eine Offline-Veranstaltung in einem Kino, in der die Leute den Film Mr. Black:Green Star (黑猫警长之翡翠之星, Pinyin:Hēi māo jǐng zhǎng zhī fěicuì zhī xīng) sehen und kommentieren konnten. Die Kommentare erschienen sofort auf den Wänden des Kinos.
Am 10. Oktober registrierte AcFun eine Second-Level-Domain „acfun.tudou.com“.
Am 14. Januar 2016 hat AcFun eine Finanzierungsrunde in Höhe von 60 Millionen US-Dollar abgeschlossen, die von Softbank China Venture Capital geleitet wurde. Am 1. Juli 2016 wurde Liu Yanyan (刘炎焱) CEO von AcFun. Am 2. Februar 2018 waren die Website sowie Android- und iOS-Apps offline, da der Server von Alibaba Cloud, einem Domain-Registrar, heruntergefahren wurde, weil der Domainname nicht erneuert wurde. Mit mögliche finanzielle Problemen von AcFun könnte ein Zusammenhang bestanden haben. Der offizielle Weibo-Account von AcFun bestätigte die Stilllegung implizit, es wurde jedoch keine offizielle Aussage gemacht. Der Zugriff auf Website und Apps wurde ab dem 12. Februar, zehn Tage nach dem Herunterfahren, wiederhergestellt. Im Juni 2018 wurde AcFun vom Tencent-Tochterunternehmen Kuaishou gekauft.
Laut Alexa.com ist acfun.cn 2022 in China auf Platz 171 und weltweit auf Platz 1.284 der meist abgerufenen Internetseiten. Die Website kann zum Kommentieren, Anzeigen und Freigeben von Videos genutzt werden. 

## Kritik
AcFun wurde wegen seiner Serverinstabilitätsprobleme und der Veränderung der offiziellen Haltung und der politischen Haltung seiner Benutzergruppe kritisiert, während der Fokus auf ACGN (Animation, Comic, Game and Novel; deutsch: Zeichentrick, Comic, Computerspiele und Light Novels) verloren ging.